# Toyota-gun (Hiroshima)

Toyota-gun seit 2006 (gelb) in Hiroshima-ken

Toyota (japanisch 豊田郡 Toyota-gun, historische Lesung Toyota no kōri) ist ein Landkreis (-gun/kōri) der japanischen Präfektur (-ken) Hiroshima, vormodern der antiken Provinz (kuni/-shū) Aki/Geishū. Im Altertum im 1. Jahrtausend hieß er ursprünglich Masuta (沙田郡 Masuta no kōri/Masuta-gun). Seit 2006 besteht er nur noch aus einer Gemeinde, der 2003 gegründeten Stadt Ōsaki-Kamijima auf den Geiyo-Inseln. Im 2. Jahrtausend umfasste er auch Teile der heutigen kreisfreien Städte (-shi) Kure, Takehara, Mihara, Onomichi und Higashi-Hiroshima.
Bereits in der frühen Neuzeit gehörte praktisch das gesamte Kreisgebiet mit seinen knapp 90 Dörfern zum Fürstentum (-han) Hiroshima und wurde/blieb somit in der Meiji-Restauration bei der Abschaffung von -han und Einrichtung von -ken 1871, mit der die feudalen Fürstentümer durch Präfekturen der neuen Reichsregierung ersetzt wurden, Teil von Hiroshima. Bei der Reaktivierung der Kreise als Verwaltungseinheit 1878 wurde die Kreisverwaltung von Toyota im Dorf Tadanoumi (ab 1889 Stadt, seit 1958 Teil der kreisfreien Stadt Takehara) eingerichtet. Mit der Einführung der heutigen Gemeindeformen 1889 wurde Toyota in drei Städte (-machi/-chō) und 43 Dörfer (-mura/-son) unterteilt. In den 1920er Jahren wurde die Kreisverwaltung wie im ganzen Land aufgelöst. In der Großen Shōwa-Gebietsreform erweiterte sich das Kreisgebiet von Toyota 1956 um sechs Gemeinden aus dem Kreis Kamo, gleichzeitig wurden fünf an Kamo abgetreten; außerdem begannen mit der Gründung der kreisfreien Stadt Innoshima 1953 und Eingemeindungen vor allem nach Mihara Gebietsverluste. 1958 bestand der Kreis noch aus acht Städten und zwei Dörfern. Auf seine heutige Ausdehnung wurde Toyota in der Großen Heisei-Gebietsreform des frühen 3. Jahrtausends reduziert. 